# Tropidurus hispidus
Tropidurus hispidus är en ödleart som beskrevs av  Johann Baptist von Spix 1825. Tropidurus hispidus ingår i släktet Tropidurus och familjen Tropiduridae. Inga underarter finns listade i Catalogue of Life.